# Rydingia
Rydingia là một chi thực vật có hoa trong họ Hoa môi (Lamiaceae).

## Loài
Chi Rydingia gồm các loài: